# Dia de la Reforma
El Dia de la Reforma és una celebració protestant que commemora l'inici de la reforma protestant després que Martí Luter pengés les seves 95 tesis, el dia 31 d'octubre de 1517, a les portes de l'església de Wittenberg (Alemanya). Se celebra entre diverses branques del protestantisme, especialment entre els luterans i comunitats eclesials reformades.
És un dia festiu als estats alemanys de Brandenburg, Mecklenburg-Pomerània Occidental, Saxònia, Saxònia-Anhalt i Turíngia. A Eslovènia també ho és causa de la profunda contribució de la Reforma al desenvolupament cultural d'aquesta nació, tot i que els eslovens són principalment catòlics romans. Amb la creixent influència del protestantisme a l'Amèrica Llatina (en particular amb grups recents com protestants evangèlics, pentecostals i carismàtics), des del 2009 és dia de festa nacional a Xile.